# Мотукореаїт
Мотукореаїт — мінерал із формулою Mg6Al3(OH)18[Na(H2O)6](SO4)2·6H2O (можливо, такий склад має більше, ніж один мінеральний вид). Мінерал названий на честь Мотукореа, острова в Новій Зеландії, де його було виявлено. Мотукореаїт вперше був знайдений у 1941 році та офіційно описаний у 1977 році.

## Опис
Мотукореаїт зустрічається у вигляді глиноподібного цементу або шестикутних пластинчастих кристалів до 0,2 мм за розміром, які утворюють розетки, коробчасті та субпаралельні агрегати. Кристали напівпрозорі, білі, блідо-жовті, блідо-жовто-зелені або безбарвні. Мінерал легко частково зневоднюється.
Мотукореаїт був знайдений в асоціації з апатитом, баритом, кальцитом, шабазитом, кальцієвим плагіоклазом, жисмондином, гіпсом, гізінґеритом, гідроталькітом, лімонітом, магнетитом, монтморилонітом, нордстрандитом, олівіном, філліпситом, піроксеном, кварцом і цеолітами.

## Формування
Мотукореаїт утворюється в результаті зміни підводного базальтового скла при температурах нижче 150°С. Зміна відбувається в ряду мотукореаїт-філліпсит-кальцит. Дослідження 1989 року показало, що мотукореаїт є звичайним, широко поширеним мінералом.

## Історія
Мотукореаїт вперше був ідентифікований як «пляжний вапняк» Дж. А. Бартрумом у 1941 році в двох місцях уздовж узбережжя Мотукореа, де він зустрічається у вигляді покриття або зміни базальтового піску та базальтового туфу, пов'язаного з невеликим плейстоценовим вулканічним конусом. У 1977 році новий мінерал був офіційно описаний на острові, а назва мотукореаїт була затверджена Комісією з нових мінералів і назв мінералів на честь острова. Невеликий розмір кристала мінералу ускладнював визначення його оптичних властивостей.

## Розповсюдження
Мотукореаїт відомий з Мотукореа, Нова Зеландія, кар'єру «Ла-П'ятта» в Італії, Страднер-Когель в Австрії і в західній частині Середземного моря поблизу Іспанії. Про нього також повідомляли з острова Суртсей та інших місць на Серединно-Атлантичному хребті. Він також зустрічається вздовж осьового рифту Червоного моря.
Типовий матеріал зберігається в Університеті Окленда, Нова Зеландія, Музеї природознавства в Лондоні та Національному музеї природознавства у Вашингтоні.